# اغبرت
اغبرت (بالألمانية: Egbert von Trier)‏ هو قسيس ألماني، ولد في عقد 950، وتوفي في ديسمبر 993 في ترير في ألمانيا.